# LIG (기업)
LIG는 대한민국의 기업으로, LIG그룹의 지주회사이다.